# ユキリア世界
ユキリア世界（ユキリアせかい）は、『ファンタジーRPGクイズ』、テーブルトークRPG『ウィッチクエスト』、コンピュータゲーム『百の世界の物語』などの舞台となっている架空世界。近藤功司が基本設定を行なった共通の世界設定で、1980 - 90年代前半に冒険企画局が展開した作品は、この世界に準拠している。

## 世界概略
ユキリア世界全体での共通設定として、「『竜の人』と『猫の人』という種族が存在する」「ユキリア公という王が世界全体を支配していた」などが公表されているが、共通の年表や世界全体の地図などは発表されていない。
『ファンタジーRPGクイズ』とウィッチクエストの存在が大きいため、それがユキリア世界そのものだと思われがちだが、他にも『レムリカ銃士隊』（三銃士にファンタジー要素が加わったような世界）、『光と闇のレジェンド』、コンピュータゲーム『百の世界の物語』など、多彩な面を持つ。ウォーロック誌においても、ユキリア世界を舞台とした作品が発表されている。また、ユキリア世界は、『ファンタジーRPGクイズ』の読者とはじめとするユーザーに解放されており、RPG、小説、コミックの題材にすることも奨励されている。
『迷宮キングダム』は「百万迷宮」という、果てしないダンジョン世界を舞台にしているが、これがユキリア世界に属するかは明らかにされていない。90年代前半に発表された聖珠伝説パールシードやリングバースとユキリア世界の関係も明らかにされていない。

## ファンタジーRPGクイズ
『ファンタジーRPGクイズ』の舞台として、五竜亭のあるマーカスの森、ジェダ、セルフィスの街などが登場する。

## 光と闇のレジェンド
世界が闇と光に分かれた、はるか遠い時代の物語。冒頭に掲げられた『ユキリア年代記「光と闇の章」』では、主人公たちの活躍が伝説として語られている。
光の地帯（ホワイト・フィールド）
北方に広がる、永遠に沈まない太陽の下の世界。この地に暮らす「光の住人（ポエムス）」は、輝かしい姿をしているという噂があったが、実際の外見は人間と大差ない。ただ、体格はがっしりとしていて、肌は日焼けしたように健康的な色をしており、歯がとても白い。彼らは黄昏の地帯では力が落ち、闇の地帯には入ることすらできない。しかし「光の鎧（フレア）」をまとうことでどこでも活動できるようになる。
闇の地帯（ストレンジャー・フィールド）
南方に広がる、限りなく続く夜の世界。この地に暮らす「闇の住人（プルトス）」は、おぞましい姿をしているという噂があったが、実際の外見は人間と大差ない。ただ、白く透き通るような肌をしていて、知性に秀でている。彼らは黄昏の地帯では力が落ち、光の地帯には入ることすらできない。しかし「闇の鎧（シェード）」をまとうことでどこでも活動できるようになる。この鎧の異様な造形が、プルトスは怪物だという誤解を生んだ。
黄昏の地帯（テンパランス・フィールド）
闇と光のはざまに細く長く存在する世界。この地に暮らす人間は、どちらの地帯にも特殊な鎧なしに踏み込むことができる。

## 二つの川の物語
『ウォーロック』誌上で実施されていた読者参加企画。ユキリアの一地方の開拓の様子を描いた作品。この企画で最も重視されたのは自由度であるため、遵守すべき明確な設定は事実上存在しない。以下に述べる公式発表も、あくまで参考である。
竜の国
二つの川地方の東にある国。統一国家ではなく、無数の小国が勢力争いをしている。竜の国の人は繊細で規律正しく、秩序だった行動を好む。彼らは自らを太古の偉大な種族「ユキリア竜」の子孫だと信じている。
竜の言葉は現代英語やドイツ語のもととなった言語とされ、劇中では漢字とカタカナの混じった文語体で表現される。
猫の国
二つの川地方の西にある国。こちらも統一国家ではないが、勢力争いをしている様子はない。猫の国の人はのんびり屋で臆病だが、好奇心はとても強い。彼らは自らを太古の魔法的種族「ユキリア猫」の子孫だと信じている。実際、この国には猫エルフ（猫の人）と呼ばれる、猫耳としっぽを備えた妖精族が存在する。
猫の言葉は元来どんな言語なのか使用者たちもわかっておらず、劇中ではほとんどひらがなで表現される。単語は「しゅうくりぃむ（謝罪）」「にはきっと（強調）」などと難解だが、その響きは音楽的で美しい。竜の国の歌うたいの男が、初めて猫の国の女性に出逢ったとき、彼女の語りかける言葉を異国の歌だと思い込んでしまったという逸話がある。
二つの川地方
猫の国と竜の国の中間にあり、猫の言葉では「ばいあ」、竜の言葉では「ツインリバー・ジェントリ」と呼ばれる土地。かつては一面の原野に過ぎなかったが、探検家ヒルツの自叙伝から流出した地図が、美しい織物の図案となって猫の国の人たちをこの地にひきつけた。また、戦乱で荒れ果てた土地を棄てて新天地を目指した竜の国の人たちも訪れ、開拓が始まった。
二つの川のうち、西の猫の川は細く蛇行しており、そのほとりにバイアの街が建てられた。東に流れる竜の川は太くまっすぐで、巨大ワニの背とも言われる三日月中州がある。
人々はしばらく平和に暮らしていたが、開拓5年目には戦乱がこの地にも押し寄せてきた。竜の都市国家群の一、オーヌが勢力を伸ばし、他国を圧迫し始めたのである。そのためラデルナをはじめとする諸国はバイアに騎士団を派遣し、麦と兵力の供出を求めた。バイアの人々は話し合った末に、竜の国の現状を確かめるため有志を乗せた船を送ることにした。その船が無事に港に着いたところで物語は終わり、その後のことはわかっていない。

## 関連作品
- 『ファンタジーRPGクイズ』シリーズ　富士見書房〈富士見ドラゴンブック〉
- 『レムリカ銃士隊』シリーズ　翔企画 - メインゲームデザイン：近藤功司
- 『アップルベーシック』シリーズ　宙出版等
  - ウィッチクエスト - ゲームデザイン：わきあかつぐみ、イラスト：九月姫、リプレイ執筆：星宮すみれ、ゲームマスターとシナリオ制作：奈那内さなぎ
  - 光と闇のレジェンド - ゲームデザイン：鳥居雅博、イラスト：秋乃茉莉
  - RPGシナリオメーカー 6つの世界の物語 - ゲームデザイン：わきあかつぐみ・奈那内さなぎ
  - 二つの川の物語RPG - ゲームデザイン：わきあかつぐみ・星宮すみれ
- 百の世界の物語　アスク講談社 - ファミリーコンピュータ用ソフト。